# Belinda Chang
Belinda Chang is een Amerikaanse sommelier, schrijfster en restaurantuitbaatster. Ze werd drie keer bekroond met een James Beard Award. Ze is de wijn- en servicedirecteur geweest van veelgeprezen restaurants in Chicago, San Francisco en New York. Daarnaast heeft ze over wijn geschreven voor kookboeken als Charlie Trotter's Meat and Game en heeft ze gepresenteerd op het Fine Living Network.

## Carrière
Terwijl Chang biochemie studeerde aan de Rice University in Houston, Texas, werd ze de hoofdkelner bij Cohen House, de faculteitsclub van de universiteit. Ze ging ook aan de slag in de keuken van Café Annie. Later werd ze er de enige vrouwelijke ober. Toen ze in het tijdschrift Wine Spectator las dat Charlie Trotter's uitgeroepen werd tot de beste eetgelegenheid waar eten en wijn worden gecombineerd, zette Chang haar medische ambities opzij en verhuisde ze naar Chicago om haar carrière in restaurants voort te zetten, te beginnen bij Charlie Trotter's. In dit met een Wine Spectator Grand Award bekroonde restaurant, werkte Chang als sommelier in het wijnprogramma onder leiding van Joseph Spellman en klom ze vervolgens op tot wijndirecteur.
In 2002 aanvaardde ze de functies van algemeen en wijndirecteur bij Laurent Gras's The Fifth Floor en verhuisde ze naar San Francisco. Daar werd ze voor het eerst genomineerd voor de James Beard Award voor wijnservice en werd ze door de San Francisco Magazine uitgeroepen tot Critic's Choice voor Wijndirecteur van het jaar.
Ze kreeg de functie van Wine and Service Director aangeboden bij Lettuce Entertain You's Osteria Via Stato, en ze keerde terug naar Chicago om opnieuw te werken onder de oprichter van Lettuce Entertain You, Rich Melman en chef-kok Rick Tramonto. Later kwam ze bij het team van Tramonto bij Cenitare, waar ze sommelier werd.
Chang werkte vanaf 2007 bij Danny Meyer's The Modern, gevestigd in het Museum of Modern Art in New York. Daar won ze in 2011 een James Beard Award voor Outstanding Wine Service.
Hierna verliet ze The Modern om onder Graydon Carter, Jeff Klein en Ken Friedman bij The Monkey Bar als algemene en wijndirecteur aan de slag te gaan. Vervolgens werd ze door Jean-Georges benoemd tot Beverage Director van Culinary Concepts, waar ze wijn- en drankprogramma's creëerde en sommeliers en barmannen begeleidde in achttien verschillende hotels wereldwijd.
Na haar succes in de zakenwereld zette ze haar carrière voort bij LVMH Moet Hennessy als gids. Ze informeerde duizenden consumenten en de handel over de vijf champagnehuizen uit de LVMH Moet Hennessy collectie. In 2015 keerde Chang opnieuw terug naar Chicago om Maple & Ash, een steakhouse te openen, waar ze tot 2017 managing partner was.
Chang woont in Chicago, Illinois, en runt haar eigen marketingbedrijf.